# Monts Karaoulakh
Les monts Karaoulakh (Хараулахский хребет) forment un massif montagneux de 350 kilomètres de longueur en Yakoutie (ou République de Sakha) au nord de la Sibérie (fédération de Russie) qui appartiennent au système montagneux des monts de Verkhoïansk. Ils sont situés sur la rive droite de la Léna. Leurs contreforts septentrionaux sont compris dans la réserve naturelle du delta de la Léna.
Les monts Karaoulakh possèdent des sommets qui s'élèvent de 400 à 1 200 mètres en moyenne avec un point culminant à 1 429 mètres d'altitude. Ils sont divisés par des vallées d'affluents de la Léna. Les pentes occidentales des monts Karaoulakh sont recouvertes de forêts de petits feuillus typiques de ces régions polaires. Le reste est recouvert de toundra.
Les monts Karaoulakh sont formés de roches de grès, d'argilite, de schiste, et par endroits de roches volcaniques.

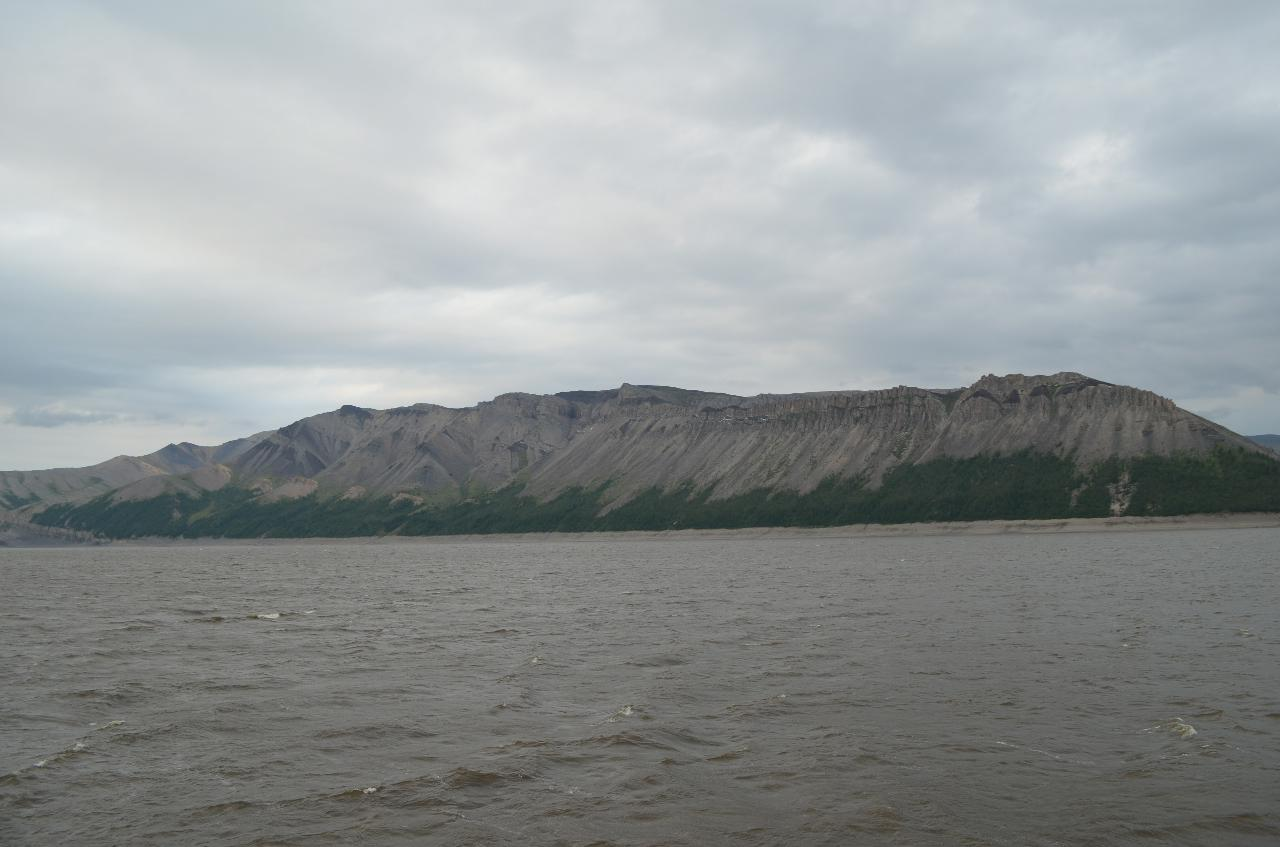
Vue de la crête de Tuora-Sis, dans la partie occidentale des monts Karaoulakh, sur les rives de la Léna.

## Source
- (ru) Cet article est partiellement ou en totalité issu de l’article de Wikipédia en russe intitulé « Хараулахский хребет » (voir la liste des auteurs).